# Saxaulmus
De saxaulmus (Passer ammodendri) is een zangvogel uit de familie van mussen (Passeridae).

## Verspreiding en leefgebied
De soort komt voor in afgelegen delen van Centraal-Azië en telt drie ondersoorten:
- P. a. ammodendri: zuidelijk Kazachstan en noordelijk Oezbekistan.
- P. a. nigricans: van oostelijk Kazachstan tot zuidwestelijk Mongolië en westelijk China.
- P. a. stoliczkae: het westelijke deel van Centraal-China en zuidelijk Mongolië.